# Шаповалов, Александр Евдокимович
Александр Евдокимович Шаповалов (10 сентября 1933 года — 13 мая 2002 года, Мариуполь) — передовик производства, бригадир электромонтажников строительного управления № 449 треста «Донбасспромэлектромонтаж», Донецкая область, Украинская ССР. Герой Социалистического Труда (1984).
Участвовал в строительстве новых цехов заводов «Азовсталь» и Металлургического завода имени Ильича.
В 1984 году удостоен звания Героя Социалистического Труда за выдающиеся трудовые достижения.

## Награды
- Герой Социалистического Труда — указом Президиума Верховного Совета СССР от 19 июня 1984 года
- Орден Ленина